# East Donegal Township
East Donegal Township est un township situé au nord-ouest du comté de Lancaster, en Pennsylvanie, aux États-Unis. En 2010, il comptait une population de 8 257 habitants.

## Démographie
Lors du recensement de 2010, le township comptait une population de 7 755 habitants. Elle est estimée, en 2018, à 8 257 habitants.

### Source de la traduction
- (en) Cet article est partiellement ou en totalité issu de l’article de Wikipédia en anglais intitulé « East Donegal Township, Lancaster County, Pennsylvania » (voir la liste des auteurs).